# Добровольща
Добровольща (бел. Дабравольшча) — деревня в Щедринском сельсовете Жлобинского района Гомельской области Белоруссии.

## География
В 35 км на юго-запад от Жлобина, 23 км от железнодорожной станции Красный Берег (на линии Бобруйск — Жлобин), 132 км от Гомеля.

## История
По письменным источникам известна с XIX века как деревня в Степской волости Бобруйского уезда Минской губернии. В 1872 году из фольварка Бельчо перенесёно в деревню деревянное здание церкви. Согласно переписи 1897 года в селе находились церковь, церковно-приходская школа, хлебозапасный магазин. В 1905 году в наёмном доме открыта школа, а в начале 1920-х годов для неё было выделено национализированное здание.
С 20 августа 1924 года до 16 июля 1954 года центр Добровольщенского сельсовета Паричского района Бобруйского (до 26 июля 1930 года) округа, с 20 февраля 1938 года Полесской, с 20 сентября 1944 года Бобруйской, с 8 января 1954 года Гомельской области. В 1930 году организован колхоз, работали кузница и ветряная мельница. 46 жителей погибли во время Великой Отечественной войны. Согласно переписи 1959 года в составе колхоза имени В. И. Ленина (центр — деревня Дворище).

## Население

### Численность
- 2004 год — 57 хозяйств, 102 жителя.
- 2009 год — 67 жителей.

### Динамика
- 1885 год — 20 дворов, 196 жителей.
- 1897 год — 47 дворов, 329 жителей (согласно переписи).
- 1959 год — 387 жителей (согласно переписи).
- 2004 год — 57 хозяйств, 102 жителя.
- 2009 год — 67 жителей.

## Транспортная сеть
Транспортные связи по просёлочной, а затем автомобильной дороге Бобруйск — Гомель. Планировка состоит из почти прямолинейной широтной улицы. Застройка двусторонняя, деревянная, усадебного типа.